# Juegos Panamericanos de 1983
Los IX Juegos Panamericanos se realizaron en Caracas, Venezuela entre el 14 y el 29 de agosto de 1983, siendo unos de los principales escenarios el Estadio Olímpico de la UCV ubicado en la Ciudad Universitaria de Caracas, especialmente remodelado para este evento, además de ser usados también el Poliedro de Caracas, el Parque Naciones Unidas y el Estadio Brígido Iriarte.
En la capital venezolana compitieron 3426 atletas de 36 países en 23 modalidades, pues se incorporó el tenis de mesa y el sambo, además de introducirse también el judo y el remo femeninos.
La representación venezolana aprovechó el hecho de ser anfitriona para situarse en el segundo nivel del deporte continental, al alcanzar la quinta posición final en el medallero por detrás de Estados Unidos, Cuba, Canadá y Brasil.
Este evento es recordado porque fue una de las pocas veces en que Radio Caracas Televisión, Televisora Nacional, Venevisión y Venezolana de Televisión (agrupadas en la entonces Cámara Venezolana de la Televisión) se unieron para realizar una transmisión conjunta, que además fue llevada al extranjero vía satélite, tal como se hizo con el Festival de la OTI 1979 y la elección de Miss Venezuela 1982 y 1983.

## Ceremonia de apertura

### Primera Parte:[2]Actos Protocolares
La ceremonia de apertura de los Juegos Panamericanos comenzó con la entrada del presidente de Venezuela, Luis Herrera Campins, acompañado del presidente de la ODEPA, Mario Vázquez Raña. La famosa modelo venezolana Irene Sáez Conde, vencedora del certamen Miss Universo 1981, fue elegida para ser la madrina de los juegos, y abrir el desfile de atletas. Argentina, al ser la sede de los I Juegos Panamericanos, es la primera delegación que hace su ingreso al estadio. Las 36 naciones miembros de la ODEPA hacen su ingreso, con excepción de Granada, quien no pudo participar debido a la delicada situación política que vivía el país. La abanderada de la delegación de los Estados Unidos fue la baloncestista Denise Curry. El país anfitrión, Venezuela, cierra el desfile de atletas teniendo como "Madrina" a Paola Ruggeri, Miss Venezuela y Miss Sudamérica 1983. La bandera del COI es izada, así como la bandera del país anfitrión, Venezuela. El himno nacional de Venezuela fue interpretado por el tenor Alfredo Sadel.
Carlos Lovera, presidente del comité organizador de los IX Juegos Panamericanos, da su discurso oficial, así como el presidente de la ODEPA, Mario Vázquez Raña. Finalmente, el presidente de Venezuela, Luis Herrera Campins, declara abiertos los juegos. Una delegación de San Juan, Puerto Rico, sede de los Juegos Panamericanos de 1979, hace entrega de la bandera de la ODEPA al comité organizador de Caracas 1983.
Francisco "Morochito" Rodríguez, medallista de oro en los Juegos Olímpicos de México 1968 llevó el Fuego Panamericano al estadio, para así encender el pebetero, el cual ardería por los siguientes 15 días.

### Segunda Parte:[5]Espectáculo Artístico
El Juramento de los Atletas es llevado a cabo por la Tenimesista venezolana Elizabeth Popper, y el Juramento de los Jueces por Ulises Rodríguez. Cientos de palomas blancas son soltadas, y el Himno Panamericano, interpretado por el Orfeón Universitario de la UCV da por concluidos los actos protocolares.
Al finalizar los actos protocolares de la ceremonia, un extenso espectáculo artístico dirigido por Joaquín Riviera y coreografiado por Mery Cortez da por concluida la ceremonia de apertura de los IX Juegos Panamericanos. En el mismo hubo al final fuegos artificiales.

## Deportes y escenarios deportivos
- Atletismo = Estadio Olímpico de la UCV (resultados)
- Béisbol = Estadio Universitario de Caracas, Estadio de Palo Verde, Estadio del INH
- Baloncesto = Poliedro de Caracas
- Tiro con arco = Fuerte Tiuna
- Boxeo = Gimnasio José Beracasa
- Ciclismo de pista = Velódromo Teo Capriles
- Ciclismo de ruta = Circuito de la Cota Mil
- Clavados = Complejo de Piscinas del Parque Naciones Unidas (Resultados)
- Equitación = Hipódromo La Rinconada, Caracas Country Club, Fuerte Tiuna (Resultados)
- Esgrima = Gimnasio Cubierto de la Academia Militar
- Fútbol = Estadio Nacional Brígido Iriarte, Estadio Olímpico de la UCV
- Gimnasia artística = Gimnasio Cubierto de la UCV
- Hockey sobre césped = Canchas de Hockey de La Lagunita Country Club, Caracas Sport Club
- Judo = Centro de Judo del Parque Naciones Unidas (Resultados)
- Remo = Embalse La Mariposa
- Vela = Bahía Pozuelos y playa El Morro (Puerto La Cruz)
- Tiro deportivo = Polígono de Tiro "El Libertador", Fuerte Tiuna
- Softbol = Estadio Mampote
- Sambo = Gimnasio de Combate del IND 'Gastón Portillo'
- Natación = Complejo de Piscinas del Parque Naciones Unidas, Piscinas Olímpicas del INH
- Nado Sincronizado = Complejo de Piscinas del Parque Naciones Unidas, Piscinas Olímpicas del INH
- Voleibol = Gimnasio José Joaquín Papá Carrillo, Gimnasio del IND 'Gastón Portillo'
- Halterofilia = Gimnasio del IND 'Gastón Portillo'
- Lucha libre olímpica = Gimnasio de Combate del IND 'Gastón Portillo'
- Tenis = Altamira Tennis Club
- Tenis de mesa = Gimnasio de Tenis de Mesa Oswaldo 'Papelón' Borges

## Aspectos resaltantes[6]
Caracas 1983 marcó una raya entre el pasado y el futuro de los Juegos Panamericanos. Por primera vez se introdujeron y aplicaron nuevas tecnologías en los controles antidopaje, que los hicieron mucho más rigurosos, lo que provocó un fuerte escándalo en los juegos, en el cual varios atletas dieron resultados positivos originando así la estampida en masa de numerosos deportistas, 12 de ellos del equipo de atletismo de Estados Unidos por “motivos personales” (razones desconocidas).
En la delegación estadounidense de esos Juegos destacaron Chris Mullin y Michael Jordan, este último un desconocido larguilucho de 19 años, estrella máxima de la Universidad de Carolina del Norte, que en los Juegos de Caracas 1983 impresionó por sus habilidades técnicas para terminar como líder anotador del torneo de baloncesto, guiando a la selección norteña al título. Ambos son miembros del Salón de la Fama de la NBA. 
En la pileta de Caracas, de nuevo sobresalió la maestría de Greg Louganis en clavados, así como el beisbolista Mark McGwire en el diamante y los boxeadores Evander Holyfield y Riddick Bowe en el ensogado, ambos campeones mundiales de peso completo años más tarde.
En el medallero final, Venezuela tuvo la gran oportunidad de terminar en el cuarto lugar (relegando a Brasil al quinto), pero en un hecho bochornoso ocurrido en la final de la carrera de los 800 metros planos en Atletismo, el corredor brasilero Alberto Guimarães tumba con su hombro al corredor venezolano William Wuyke (gran favorito para ganar la prueba) para así ganar la medalla de oro que terminó definiendo la cuarta posición de los IX Juegos Deportivos Panamericanos.

## Medallero
País anfitrión sombreado.
| Núm. | País                 | Oro | Plata | Bronce | Total |
| ---- | -------------------- | --- | ----- | ------ | ----- |
| 1    | Estados Unidos       | 137 | 92    | 56     | 285   |
| 2    | Cuba                 | 79  | 53    | 43     | 175   |
| 3    | Canadá               | 18  | 44    | 47     | 109   |
| 4    | Brasil               | 14  | 20    | 23     | 57    |
| 5    | Venezuela            | 12  | 26    | 35     | 73    |
| 6    | México               | 7   | 11    | 24     | 42    |
| 7    | Argentina            | 2   | 11    | 22     | 35    |
| 8    | Puerto Rico          | 2   | 7     | 6      | 15    |
| 9    | Colombia             | 1   | 7     | 13     | 21    |
| 10   | Chile                | 1   | 3     | 9      | 13    |
| 11   | Perú                 | 1   | 1     | 4      | 6     |
| 12   | Uruguay              | 1   | 0     | 2      | 3     |
| 13   | Ecuador              | 1   | 0     | 0      | 1     |
| 14   | República Dominicana | 0   | 7     | 7      | 14    |
| 15   | Trinidad y Tobago    | 0   | 1     | 2      | 3     |
| 16   | Bahamas              | 0   | 1     | 0      | 1     |
| 16   | Nicaragua            | 0   | 1     | 0      | 1     |
| 18   | Jamaica              | 0   | 0     | 6      | 6     |
| 19   | Belice               | 0   | 0     | 1      | 1     |
| 19   | Guatemala            | 0   | 0     | 1      | 1     |
| 19   | Panamá               | 0   | 0     | 1      | 1     |

## Ceremonia de clausura[9]
La ceremonia de clausura empieza con el ingreso de las máximas autoridades a la tribuna principal del Estadio Olímpico de la UCV. Acto seguido, comienza un show cultural con danzas típicas venezolanas dirigido por Joaquín Riviera y coreografía de Mery Cortez.
Después del show cultural, comienza el desfile final de los atletas, quienes ingresan al Estadio Olímpico de la UCV. Mario Vázquez Raña, presidente de la ODEPA, felicita al comité organizador de los juegos, COPAN '83, y al presidente venezolano Luis Herrera Campins, por su gran labor en la organización de los juegos. La bandera de Venezuela es izada mientras el Himno Nacional es interpretado por el Orfeón Universitario de la UCV. Las banderas de la ODEPA y del Comité Olímpico Internacional son descendidas, y la bandera de Ecuador, sede de los próximos Juegos Panamericanos en 1987, es ingresada e izada en el estadio, al son del himno nacional de Ecuador. Tiempo después, Ecuador renuncia a la organización de los X Juegos Panamericanos, los cuales se llevarían a cabo finalmente en Indianápolis, Estados Unidos.
En la parte musical, el acto contó con las actuaciones de Mirla Castellanos, Guillermo Dávila y el grupo Unicornio, ganadores del XI Festival de la Canción de la OTI celebrado en Lima, Perú en 1982. La extinción de la Llama Panamericana y un show de fuegos artificiales da por concluidos los actos de clausura.